# Liriomyza mosselensis
Liriomyza mosselensis är en tvåvingeart som beskrevs av Spencer 1965. Liriomyza mosselensis ingår i släktet Liriomyza och familjen minerarflugor. Inga underarter finns listade i Catalogue of Life.